# Michael Bublé (album)
Pour l’article homonyme, voir Michael Bublé.
Albums de Michael Bublé
Let It Snow! Come Fly with Me
Michael Bublé est un album de Michael Bublé réalisé en 2003.

## Chansons
1. Fever  (Eddie Cooley, Otis Blackwell) - 3 min 51
2. Moondance (Van Morrison) - 4 min 13
3. Kissing a Fool (George Michael) - 4 min 34
4. For Once in My Life (Ron Miller, Orlando Murden) - 2 min 32
5. How Can You Mend a Broken Heart ? (Barry Gibb, Robin Gibb) - 3 min 54
6. Summer Wind (Henry Mayer, Johnny Mercer) - 2 min 55
7. You'll Never Find Another Love like Mine (Gamble et Huff) - 4 min 04
8. Crazy Little Thing Called Love (Freddie Mercury) - 3 min 09
9. Put Your Head on My Shoulder (Paul Anka) - 4 min 26
10. Sway (Pablo Beltrán Ruiz, Norman Gimbel) - 3 min 08
11. The Way You Look Tonight (Jerome Kern, Dorothy Fields) - 4 min 37
12. Come Fly with Me (Jimmy Van Heusen, Sammy Cahn) - 3 min 30
13. That's All (Alan Brandt, Bob Haymes) - 3 min 59
14. Can't Help Falling In Love (George David Weiss, Hugo Peretti, Luigi Creatore) - (bonus sur l'édition japonaise)